# 23-я пехотная дивизия (Российская империя)

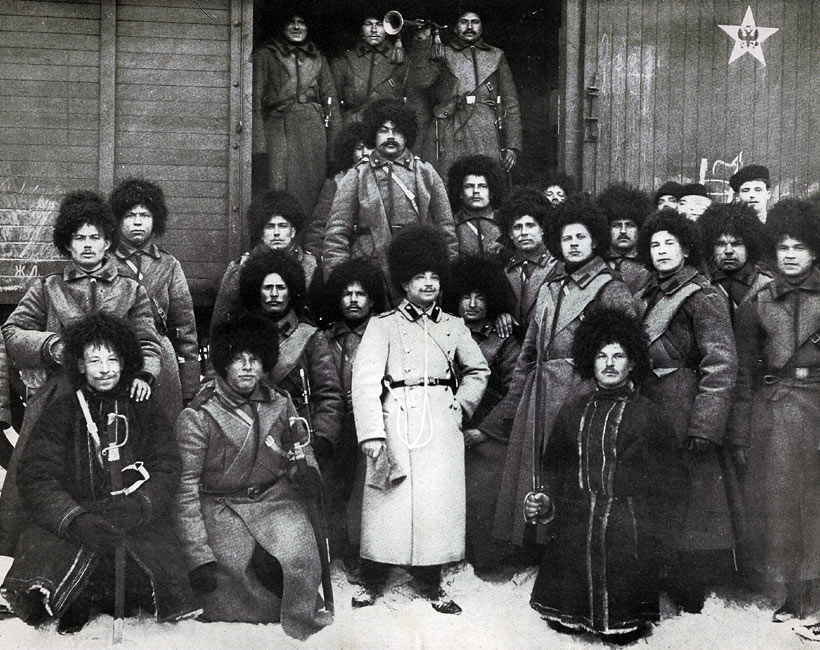
Из Гатчины на японский фронт, в Маньчжурию, воевать с японцами отправляется 23-я артиллерийская бригада, зима 1904 года, по просьбе фотокорреспондента Виктора Буллы канониры картинно выстроились для парадного снимка.

23-я пехотная дивизия — пехотное соединение в составе Русской императорской армии.
Штаб: Ревель. С 1892 года входила в 18-й армейский корпус.

## История дивизии

### Формирование
До апреля 1863 года в русской армии существовала 23-я пехотная дивизия в составе Отдельного Оренбургского корпуса, которая ранее несколько раз меняла своё наименование:
- 20.01.1811 — 06.11.1811 — 27-я дивизия
- 06.11.1811 — 11.07.1813 — 28-я дивизия
- 11.07.1813 — 20.05.1820 — 29-я пехотная дивизия
- 20.05.1820 — 14.02.1831 — 26-я пехотная дивизия
- 14.02.1831 — 19.05.1834 — 28-я пехотная дивизия
- 19.05.1834 — 20.02.1845 — 22-я пехотная дивизия[1]
- 20.02.1845 — 26.04.1863 — 23-я пехотная дивизия.

26.04.1863 дивизия была расформирована, из её частей образован 12-й округ Корпуса Внутренней стражи.
Вновь сформирована Высочайшим приказом 13 августа 1863 года в числе 12 пехотных дивизий (с 23-й по 34-ю) (на формирование которых были обращены полки упразднённых 1-й, 2-й, 3-й и 5-й резервных пехотных дивизий). Управление дивизии было сформировано заново.
- 13.08.1863  — 1918 — 23-я пехотная дивизия.

### Боевые действия
23-я арт. бригада принимала участие в русско-японской войне.
В конце 1917 года 1-я бригада вошла в состав Ревельского укреплённого района Морской крепости Императора Петра Великого.

## Состав дивизии
- управление
- 1-я бригада (Ревель)
  - 89-й пехотный Беломорский полк
  - 90-й пехотный Онежский полк
- 2-я бригада (Ревель)
  - 91-й пехотный Двинский полк
  - 92-й пехотный Печорский полк
- 23-я артиллерийская бригада (Гатчина)

## Командование дивизии
(Командующий в дореволюционной терминологии означал временно исполняющего обязанности начальника или командира. Должности начальника дивизии соответствовал чин генерал-лейтенанта, и при назначении на эту должность генерал-майоров они оставались командующими до момента своего производства в генерал-лейтенанты).

### Начальники дивизии
- 15.08.1863 — 13.08.1864 — генерал-лейтенант Швебс, Карл Александрович
- 13.08.1864 — 19.01.1866 — генерал-майор (с 04.04.1865 генерал-лейтенант) Баумгартен, Николай Карлович
- 19.01.1866 — 21.02.1867 — генерал-лейтенант Ган, Александр Фёдорович
- 21.02.1867 — 13.03.1869 — генерал-лейтенант барон Дельвиг, Николай Иванович
- 13.03.1869 — 07.05.1883 — генерал-майор Свиты Е. И. В. (с 28.03.1871 генерал-лейтенант) Рейбниц, Константин Карлович
- 07.05.1883 — 15.08.1888 — генерал-лейтенант Глиноецкий, Николай Павлович
- 15.08.1888 — 03.11.1893 — генерал-лейтенант Батьянов, Михаил Иванович
- 03.11.1893 — 20.12.1893[4] — генерал-лейтенант Долуханов, Хозрев Мирзабекович
- 10.01.1894 — 15.01.1897 — генерал-майор (с 30.08.1894 генерал-лейтенант) фон Мевес, Ричард Троянович
- 12.02.1897 — 02.02.1900 — генерал-лейтенант Сиверс, Михаил Александрович
- 01.03.1900 — 09.06.1904 — генерал-лейтенант Андреев, Михаил Семёнович
- 14.08.1904 — 24.12.1905 — генерал-майор (с 06.12.1904 генерал-лейтенант) Воронов, Павел Николаевич
- 24.12.1905 — 06.10.1906 — генерал-лейтенант Саранчов, Евграф Семёнович
- 09.10.1906 — 16.04.1908 — генерал-майор (с 22.04.1907 генерал-лейтенант) Пыхачёв, Николай Аполлонович
- 10.07.1908 — 11.06.1910 — генерал-лейтенант Сирелиус, Отто-Леонид Оттович
- 11.07.1910 — 18.06.1915 — генерал-лейтенант Воронин, Степан Александрович
- 01.07.1915 — 22.04.1917 — генерал-лейтенант Кордюков, Павел Алексеевич
- 30.04.1917 — хх.хх.хххх — командующий генерал-майор Филимонов, Борис Петрович

### Начальники штаба дивизии
- 30.08.1863 — 07.08.1864 — полковник Клачков, Александр Петрович
- 07.08.1864 — 20.01.1866 — полковник Стренг, Андрей Оттонович
- 20.01.1866 — 08.07.1871 — подполковник (с 30.08.1868 полковник) Кондзеровский, Константин Данилович
- 02.08.1871 — 31.01.1876 — полковник Тывалович, Иван Иванович
- 11.02.1876 — 04.06.1883 — полковник Жданов, Николай Александрович
- 04.06.1883 — 10.04.1886 — полковник Акерман, Николай Юльевич
- 13.04.1886 — 14.08.1895 — полковник Гершельман, Сергей Константинович
- 02.10.1895 — 06.09.1899 — полковник Сахновский, Павел Григорьевич
- 08.10.1899 — 24.02.1900 — полковник Шредер, Адольф Оттович
- 05.04.1900 — 07.02.1904 — полковник Борисов, Николай Прокофьевич
- 08.03.1904 — 17.07.1907 — полковник Рубец-Масальский, Фёдор Васильевич
- 17.07.1907 — 13.12.1908 — полковник Усов, Адриан Владимирович
- 02.01.1909 — 16.07.1910 — полковник Фёдоров, Дмитрий Яковлевич
- 20.09.1910 — 05.06.1914 — полковник Васильев, Виктор Николаевич
- 14.07.1914 — 04.09.1914 — и.д. полковник Базаров, Павел Александрович
- 21.10.1914 — 20.04.1915 — полковник Колюбакин, Владимир Николаевич
- 01.05.1915 — 01.07.1915 — полковник Власьев, Николай Иванович
- 04.08.1915 — 23.12.1915 — и.д. подполковник (с 06.12.1915 полковник) Поляков, Никита Андреевич
- 30.01.1916 — 14.11.1916 — генерал-майор Ефимов, Николай Павлович
- 14.11.1916 — 22.06.1917 — полковник Вандам, Алексей Ефимович
- 26.06.1917 — 29.01.1918 — подполковник Крузе, Аполлон Яковлевич

### Командиры 1-й бригады
Должности бригадных командиров в пехотных и кавалерийских дивизиях на момент формирования 23-й пехотной дивизии в 1863 г. были упразднены. Они были восстановлены 30.08.1873.
После начала Первой мировой войны в дивизии была оставлена должность только одного бригадного командира, именовавшегося командиром бригады 23-й пехотной дивизии.
- 30.08.1873 — 13.05.1878 — генерал-майор Попов, Михаил Герасимович
- 23.09.1878 — 10.10.1889 — генерал-майор Ренвальд, Константин Иванович
- 16.10.1889 — 24.11.1895 — генерал-майор Ковалевский, Дмитрий Иванович
- 04.12.1895 — 18.09.1897 — генерал-майор Дягилев, Павел Павлович
- 18.09.1897 — 07.10.1899 — генерал-майор Болтин, Николай Львович
- 24.10.1899 — 17.02.1905 — генерал-майор Вестман, Илья Владимирович
- 25.05.1905 — 10.03.1912 — генерал-майор Меньчуков, Александр Александрович
- 10.03.1912 — 01.07.1915 — генерал-майор Кордюков, Павел Алексеевич
- 19.08.1915 — 12.04.1917 — генерал-майор Швецов, Александр Александрович
- 18.04.1917 — 18.07.1917 — полковник (с 06.06.1917 генерал-майор) Гандзюк, Яков Григорьевич
- 23.07.1917 — 07.09.1917 — генерал-майор Джалюк, Иван Павлович
  - 04.07.1917 — 07.09.1917 — врид полковник Дзерожинский, Антон Фёдорович
- 07.09.1917 — хх.хх.хххх — командующий полковник Дзерожинский, Антон Фёдорович

### Командиры 2-й бригады
- 30.08.1873 — 16.04.1878 — генерал-майор Свиты Е. И. В. Янковский, Людвиг Антонович
- 22.04.1878 — 29.03.1892 — генерал-майор Старженецкий-Лаппа, Иосиф Онуфриевич
- 12.04.1892 — 20.02.1896 — генерал-майор Максимов, Иван Иванович
- 14.03.1896 — 11.01.1900 — генерал-майор Ларионов, Дмитрий Иванович
- 15.02.1900 — 27.06.1906 — генерал-майор Адлерберг, Александр Александрович
- 27.06.1906 — 30.04.1907 — генерал-майор Леш, Леонид Вильгельмович
- 07.06.1907 — 01.03.1908 — генерал-майор Крузенштерн, Аксель-Фридрих-Карл-Панкратий Фридрихович
- 15.03.1908 — 10.06.1908 — генерал-майор Дружинин, Константин Иванович
- 10.06.1908 — 02.08.1914 — генерал-майор фон Фрейман, Эдуард Рудольфович

### Помощники начальника дивизии
В период с 28 марта 1857 по 30 августа 1873 года помощники начальника дивизии фактически являлись бригадными командирами.
- 15.08.1863 — 04.08.1864 — генерал-майор Карякин Александр Егорович
- 04.08.1864 — 24.05.1865 — генерал-майор Самсонов, Гавриил Петрович
- 03.06.1865 — 16.06.1868 — генерал-майор Клокачёв, Федот Павлович
- 16.06.1868 — 13.03.1869— генерал-майор барон фон Фиркс, Александр Александрович
- 01.04.1869 — 05.01.1870[5] — генерал-майор де Жерве, Владимир Александрович
- 09.01.1870 — 30.08.1873[6] — генерал-майор Попов, Михаил Герасимович

### Командиры 23-й артиллерийской бригады
Бригада была сформирована 3 ноября 1863 года путем переформирования 1-й Сводной резервной артиллерийской бригады. Вскоре была передислоцирована в Выборг, а оттуда около 1870 года перемещена в Гельсингфорс. В 1883 году 23-я артиллерийская бригада была размещена в Гатчине, в казармах квартировавшей здесь ранее 24-й артиллерийской бригады.
До 1875 г. должности командира артиллерийской бригады соответствовал чин полковника, а с 17 августа 1875 г. - чин генерал-майора.
- 02.12.1863[9] — 20.03.1865 — полковник Татаринов, Никанор Петрович
- 20.03.1865 — 16.03.1874 — полковник (с 30.08.1870 генерал-майор) Карманов, Николай Александрович
- 16.03.1874 — хх.12.1881 — полковник (с 01.01.1878 генерал-майор) Шиперский, Константин Осипович
- 23.12.1881 — 16.04.1883 — генерал-майор Филимонов, Алексей Семёнович
- 18.04.1883 — 08.11.1885 — генерал-майор Скворцов, Александр Николаевич
- 08.11.1885 — 07.08.1888 — генерал-майор Оноприенко, Александр Васильевич
- 07.08.1888 — 19.12.1890 — генерал-майор Баумгартен, Александр Трофимович
- 14.01.1891 — 06.03.1892 — генерал-майор Альтфатер, Михаил Григорьевич
- 16.03.1892 — 29.08.1895 — генерал-майор Беляев, Тимофей Михайлович
- 29.08.1895 — 30.12.1896 — генерал-майор Усов, Владимир Степанович
- 29.12.1899 — 04.06.1904 — полковник (с 06.12.1900 генерал-майор) Ярыгин, Николай Павлович
- 04.06.1904 — 27.01.1907 — генерал-майор Осипов, Пётр Васильевич
- 18.02.1907 — 03.07.1908 — полковник (с 22.04.1907 генерал-майор) Головачёв, Алексей Дмитриевич
- 16.08.1908 — 30.05.1910 — генерал-майор фон Гилленшмидт, Александр Фёдорович
- 30.05.1910 — 18.10.1913 — генерал-майор Ивашинцов, Андрей Васильевич
- 18.10.1913 — 16.03.1914[10] — генерал-майор Экстен, Пётр Васильевич
- 16.03.1914 — 02.10.1916 — генерал-майор Беляев, Михаил Тимофеевич
- 10.10.1916 — хх.хх.хххх — полковник (с 12.11.1917 генерал-майор) Добророльский, Михаил Николаевич